# Ischnomelissa rhina
Ischnomelissa rhina är en biart som beskrevs av Brooks och Engel 1998. Ischnomelissa rhina ingår i släktet Ischnomelissa och familjen vägbin. Inga underarter finns listade i Catalogue of Life.